# John Deere 6930

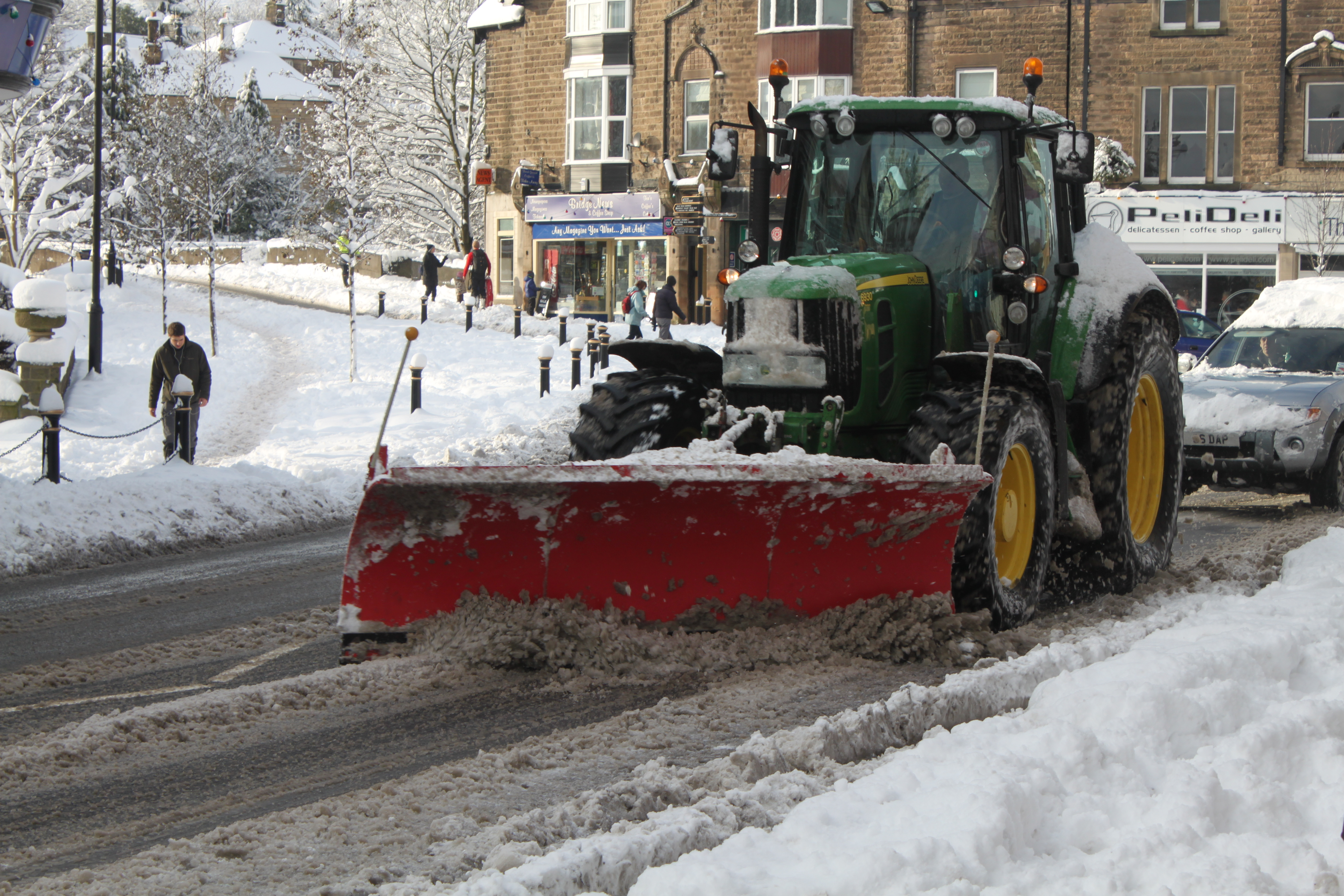
Il John Deere 6930 con la pala da neve nella Crown Square a Matlock nel Derbyshire.

Il John Deere 6930 è un trattore agricolo prodotto dall'azienda statunitense John Deere. Rappresenta il modello più grande della serie 6030 e fu prodotto a partire dal 2006.

## Caratteristiche tecniche
Il 6930 è dotato di un propulsore a 6 cilindri Diesel con turbocompressore di 6.8 Litri di cilindrata capace di erogare 155 cavalli ad un regime di rotazione di 2100 giri/minuto.
Dispone della trazione su tutte e quattro le ruote ed ha un peso di 5,6 Tonnellate.